# Corazón Tour
Corazón Tour é a oitava turnê em carreira solo da cantora brasileira Claudia Leitte. A turnê iniciou-se em 7 de maio de 2016, em São Paulo. O seu título é uma referência à canção "Corazón", lançada por Leitte no final de 2015. Com o total de 49 apresentações, Leitte encerrou a turnê com um show em Milão na Itália.

## Desenvolvimento
Após tirar um período de descanso de 3 meses, Claudia Leitte anunciou que sua volta aos palcos seria em uma nova turnê em 7 de maio de 2016, no festival "Festeja" em São Paulo. A estilista e designer estadunidense Ade Samuel foi a responsável pelas vestimentas utilizadas por Leitte durante a turnê. Durante uma sessão de perguntas e respostas sobre a turnê em sua página no Twitter, Claudia revelou que "Essa Tour dá início à uma mudança deliciosa na minha jornada!"

## Conceito

Claudia Leitte mostrando a janela em que costumava fazer shows imaginários na infância para o documentário "Meu Nome é Claudia Leitte".

Casa de infância de Claudia Leitte serviu de referência para a cenografia da turnê.

Claudia Leitte inicia o show sentada numa janela feita de led nas cores néon cantando "Pássaros" enquanto um painel de led no fundo projeta imagem de estrelas. A janela é uma referência a infância de Leitte, onde ela fazia da janela o seu palco, em relação ao seu sonho de ser cantora. A frente do palco, há grades também feitas de led, uma referência às grades presentes na janela. O show é dividido em três blocos, todos chamados de "saúde" mas com significados diferentes, sendo o primeiro Saúde, o nome do bairro em que Leitte morou na infância, o segundo saúde de energia, dança e alegria, e o terceiro saúde do brinde "tintim".

## Figurinos

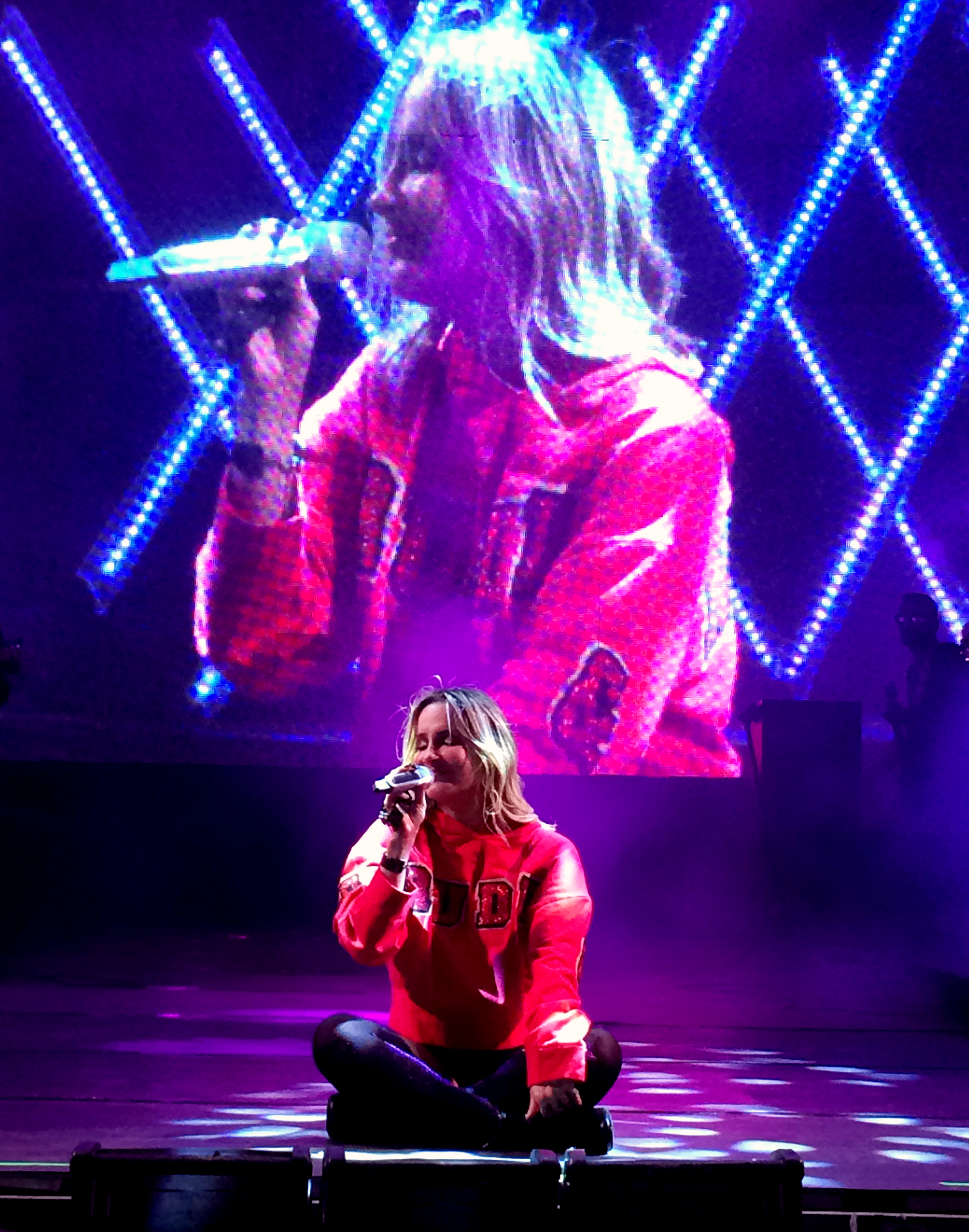
Claudia Leitte usando o figurino "RUDE&NUDE" por Ade Samuel em um show da turnê em Belo Horizonte.

Após a parceria de quatro turnês com a grife Água de Coco, Leitte trocou de estilista para a Corazón Tour. Todos os figurinos foram desenvolvidos pela estilista estadunidense Ade Samuel. Para o show da turnê realizado em Salvador em 27 de agosto de 2016, Leitte reuniu com a estilista uberlandense Fabiana Milazzo para elaborar novos figurinos para incrementar na turnê. Foram cinco meses de processo criativo à confecção dos figurinos, sendo quatro produzidos ao total. O primeiro figurino é uma jaqueta neoprene off white bordada em pedrarias, que faz parte da coleção Inverno/2017 da grife. Um conjunto de mini saia e top cropped em tons nude com transparência e uma jaqueta bordada com uma foto de Leitte também fazem parte da grife de Milazzo.

## Repertório
O repertório a seguir foi extraído do show da turnê realizado em Belo Horizonte e no Recife. Ele não representa todos os shows da turnê.
1. "Pássaros" (Acapella)
2. "Corazón"
3. "Exttravasa"
4. "Beijar na Boca" / "Insolação do Coração"
5. "Faz Um"
6. "Dekolê"
7. "Magalenha"
8. "Telegrama"
9. "Malandramente"
10. "Taquitá"
11. "Fulano in Sala"
12. "Largadinho"
13. "Matimba
14. "Cai Fora" / "Amor à Prova" / "Eu Fico"
15. "Doce Desejo"
16. "We Are One (Ole Ola)"
17. "Portuñol"
18. "País Tropical" / "Dancin' Days" / "O Descobridor dos Sete Mares"
19. "Famo$a"
20. "Bang" (interpretado pelas backing vocals)
21. "Amor Perfeito"
22. "Is This Love" (Bob Marley cover)
23. "Shiver Down My Spine"
24. "Cartório"
25. "Bola de Sabão"
26. "Pancadão Frenético"
27. "Amor Toda Hora"
28. "Lirirrixa" / "Paquerei" / "Melô do Tchan" / "Pau Que Nasce Torto"
29. "Maimbê Dandá" / "Danda Lunda" / "Sorte Grande" / "Maria Caipirinha" / "Quixabeira"
30. "Sorry"
31. "Que Sorte a Nossa"
32. "Sosseguei"
33. "We Are The World of Carnaval"
34. "Caranguejo" (contém elementos de Água Mineral) / "Safado, Cachorro, Sem-vergonha"
35. "Vou Desafiar Você"
36. "Claudinha Bagunceira"
37. "Ricos de Amor"
38. "Pensando em Você"

| Festeja - SP |
| --- |
| 1. "Pássaros" (Acapella) 2. "Corazón" 3. "Exttravasa 4. "Dekolê" 5. "Fulano in Sala" 6. "We Are One (Ole Ola)" 7. "Largadinho" 8. "Cai Fora" / "Amor à Prova" / "Eu Fico" 9. "Doce Desejo" 10. "Famo$a" (contém elementos de Work) 11. "Amor Perfeito" 12. "Is This Love" 13. "Cartório" 14. "Bola de Sabão" 15. "Caranguejo" (contém elementos de Baile de Favela e Água Mineral) / "Safado, Cachorro, Sem-vergonha" 16. "Beijar na Boca" / "Insolação do Coração" 17. "Claudinha Bagunceira" 18. "Ricos de Amor" |

- O medley de "We Are the World of Carnaval" / "Vassourinhas" / "Prefixo de Verão" / "Baianidade Nagô" foi apresentada no show de Patos de Minas em 21 de maio de 2016.
- "Cê Que Sabe" foi apresentada no show de Goiânia em 4 de julho de 2016 em homenagem à Cristiano Araújo.
- "Maimbê Dandá", "Festa" e uma versão remix de "Signs" foram apresentadas no show de Salvador em 27 de agosto de 2016

## Prêmios e indicações
Lista de prêmios e indicações pela turnê.
| Ano  | Premiação               | Categoria   | Resultado | Ref.   |
| ---- | ----------------------- | ----------- | --------- | ------ |
| 2016 | Prêmio Jovem Brasileiro | Melhor Show | Indicado  | [ 11 ] |

## Datas
| Data                    | Cidade            | Estado              | Local                                              | Evento                                        | Tipo          |        |
| Brasil                  | Brasil            | Brasil              | Brasil                                             | Brasil                                        | Brasil        | Brasil |
| ----------------------- | ----------------- | ------------------- | -------------------------------------------------- | --------------------------------------------- | ------------- | ------ |
| 7 de maio de 2016       | São Paulo         | São Paulo           | Arena Skol Anhembi                                 | Festeja                                       | Palco         |        |
| 21 de maio de 2016      | Patos de Minas    | Minas Gerais        | Parque de Exposições Sebastião Alves do Nascimento | Fenamilho                                     | Palco         |        |
| 3 de junho de 2016      | Chapadão do Sul   | Mato Grosso do Sul  | Parque de Exposições Wilmar Peres de Farias        | 24ª Exposul                                   | Palco         |        |
| 4 de junho de 2016      | Goiânia           | Goiás               | Wood's Goiânia                                     | —                                             | Palco         |        |
| 5 de junho de 2016      | Açailândia        | Maranhão            | —                                                  | Açaí Folia 2016                               | Trio Elétrico |        |
| 11 de junho de 2016     | Sinop             | Mato Grosso         | Parque de Exposições da Acrinorte                  | 32ª Exponop                                   | Palco         |        |
| 12 de junho de 2016     | Cáceres           | Mato Grosso         | —                                                  | 35º Festival Internacional de Pesca Esportiva | Palco         |        |
| 3 de julho de 2016      | Mineiros          | Goiás               | Parque de Exposições da Mineiros                   | XXXVII Expomineiros                           | Palco         |        |
| 22 de julho de 2016     | Fortaleza         | Ceará               | Cidade Fortal                                      | Fortal                                        | Trio Elétrico |        |
| 29 de julho de 2016     | Socorro           | São Paulo           | Centro de Exposições João Orlandi Pagliusi         | 25º Socorro Rodeio Festival                   | Palco         |        |
| 30 de julho de 2016     | Lorena            | São Paulo           | Cervejaria do Gordo                                | Sunset Beer Festival                          | Palco         |        |
| 12 de agosto de 2016    | Linhares          | Espírito Santo      | —                                                  | Prêmio Gazeta                                 | Palco         |        |
| 13 de agosto de 2016    | Belo Horizonte    | Minas Gerais        | Arena Raja                                         | Bloco Skol Folia                              | Palco         |        |
| 14 de agosto de 2016    | Ituiutaba         | Minas Gerais        | Parque de Exposições JK                            | Ituiutaba Fest Folia 2016                     | Palco         |        |
| 20 de agosto de 2016    | Rio de Janeiro    | Rio de Janeiro      | Casa Time Brasil - Rio2016                         | Gillette Venus                                | Palco         |        |
| 27 de agosto de 2016    | Salvador          | Bahia               | Grand Hotel Stella Maris                           | Blow Out                                      | Palco         |        |
| 10 de setembro de 2016  | Itapemirim        | Espírito Santo      | Parque de Exposições Dr. Ayrton de Moreno          | 38ª Expoagro                                  | Palco         |        |
| 16 de setembro de 2016  | Recife            | Pernambuco          | Blue Angel Recepções                               | —                                             | Palco         |        |
| 11 de novembro de 2016  | Rio de Janeiro    | Rio de Janeiro      | Copacabana Palace                                  | Itaú Topo do Mundo                            | Palco         |        |
| Estados Unidos          |                   |                     |                                                    |                                               |               |        |
| 13 de novembro de 2016  | Los Angeles       | Califórnia          | Melrose Avenue                                     | Pocket Show - Inauguração Martha Medeiros     | Palco         |        |
| Brasil                  |                   |                     |                                                    |                                               |               |        |
| 20 de novembro de 2016  | Lins              | São Paulo           |                                                    | Mega Show Ativa FM                            | Palco         |        |
| 20 de novembro de 2016  | Americana         | São Paulo           |                                                    | Mega Show Notícia FM                          | Palco         |        |
| 26 de novembro de 2016  | Aracaju           | Sergipe             | Sítio Terêncio                                     | Odonto Fantasy 2016                           | Palco         |        |
| 2 de dezembro de 2016   | Natal             | Rio Grande do Norte | —                                                  | Carnatal                                      | Trio Elétrico |        |
| 3 de dezembro de 2016   | Maceió            | Alagoas             | —                                                  | Casamento - Show Privado                      | Palco         |        |
| 28 de dezembro de 2016  | Salvador          | Bahia               | Arena Daniela Mercury                              | Réveillon de Salvador                         | Palco         |        |
| 1 de janeiro de 2017    | Fortaleza         | Ceará               | Aterro da Praia de Iracema                         | Réveillon de Fortaleza                        | Palco         |        |
| 13 de janeiro de 2017   | Limoeiro do Norte | Ceará               | —                                                  | Limofolia                                     | Trio Elétrico |        |
| 14 de janeiro de 2017   | Fortaleza         | Ceará               | Barraca Sunrise Brasil                             | Largadinho on the Beach                       | Palco         |        |
| 4 de fevereiro de 2017  | Belo Horizonte    | Minas Gerais        | Arena BH                                           | Minas com Bahia                               | Trio Elétrico |        |
| 10 de fevereiro de 2017 | São Paulo         | São Paulo           | Audio                                              | Pré-carnaval                                  | Palco         |        |
| 11 de fevereiro de 2017 | Recife            | Pernambuco          | Clube Internacional do Recife                      | Bal Masqué                                    | Palco         |        |
| 18 de fevereiro de 2017 | João Pessoa       | Paraíba             | Avenida Epitácio Pessoa                            | Bloco dos Atletas                             | Trio Elétrico |        |
| 24 de fevereiro de 2017 | Salvador          | Bahia               | Circuito Barra Ondina                              | Carnaval - Bloco Blow Out                     | Trio Elétrico |        |
| 25 de fevereiro de 2017 | Salvador          | Bahia               | Circuito Barra Ondina                              | Carnaval - Pipoca da Claudinha                | Trio Elétrico |        |
| 26 de fevereiro de 2017 | Salvador          | Bahia               | Circuito Barra Ondina                              | Carnaval - Bloco Largadinho                   | Trio Elétrico |        |
| 27 de fevereiro de 2017 | Muzambinho        | Minas Gerais        |                                                    | Carnaval - Bloco Vermes e Cia                 | Palco         |        |
| 28 de fevereiro de 2017 | Salvador          | Bahia               | Circuito Barra Ondina                              | Carnaval - Bloco Largadinho                   | Trio Elétrico |        |
| 30 de abril de 2017     | Guarujá           | São Paulo           | Café de La Musique                                 |                                               | Palco         |        |
| 13 de maio de 2017      | Itapissuma        | Pernambuco          |                                                    | Micassuma 2017                                | Trio Elétrico |        |
| 20 de maio de 2017      | Fernandópolis     | São Paulo           | Arena da Expo                                      | Expo Fernandópolis                            | Palco         |        |
| Estados Unidos          |                   |                     |                                                    |                                               |               |        |
| 30 de maio de 2017      | Nova Orleans      | Luisiana            | Mardi Gras World                                   | Desafio Petrobras                             | Palco         |        |
| Brasil                  |                   |                     |                                                    |                                               |               |        |
| 11 de junho de 2017     | Teófilo Otoni     | Minas Gerais        | Parque de Exposições                               | 43ª Expovales                                 | Palco         |        |
| 25 de junho de 2017     | Itatim            | Bahia               |                                                    | São João de Itatim                            | Palco         |        |
| 8 de julho de 2017      | Sertânia          | Pernambuco          |                                                    | 45º Expocose                                  | Palco         |        |
| 14 de julho de 2017     | Ilha dos Aquários | Bahia               |                                                    | Fun Week Porto Seguro                         | Palco         |        |
| 15 de julho de 2017     | Miracema          | Tocantins           |                                                    | Miracaxi                                      | Trio Elétrico |        |
| 21 de julho de 2017     | Fortaleza         | Ceará               | Cidade Fortal                                      | Fortal                                        | Trio Elétrico |        |
| Itália                  |                   |                     |                                                    |                                               |               |        |
| 25 de julho de 2017     | Milão             | Lombardia           | Parcheggio ATM                                     | Milano Latin Festival                         | Palco         |        |